# Fanahammeren
Fanahammeren este o localitate din comuna Bergen, provincia Hordaland, Norvegia.